# Johannes Richenbach

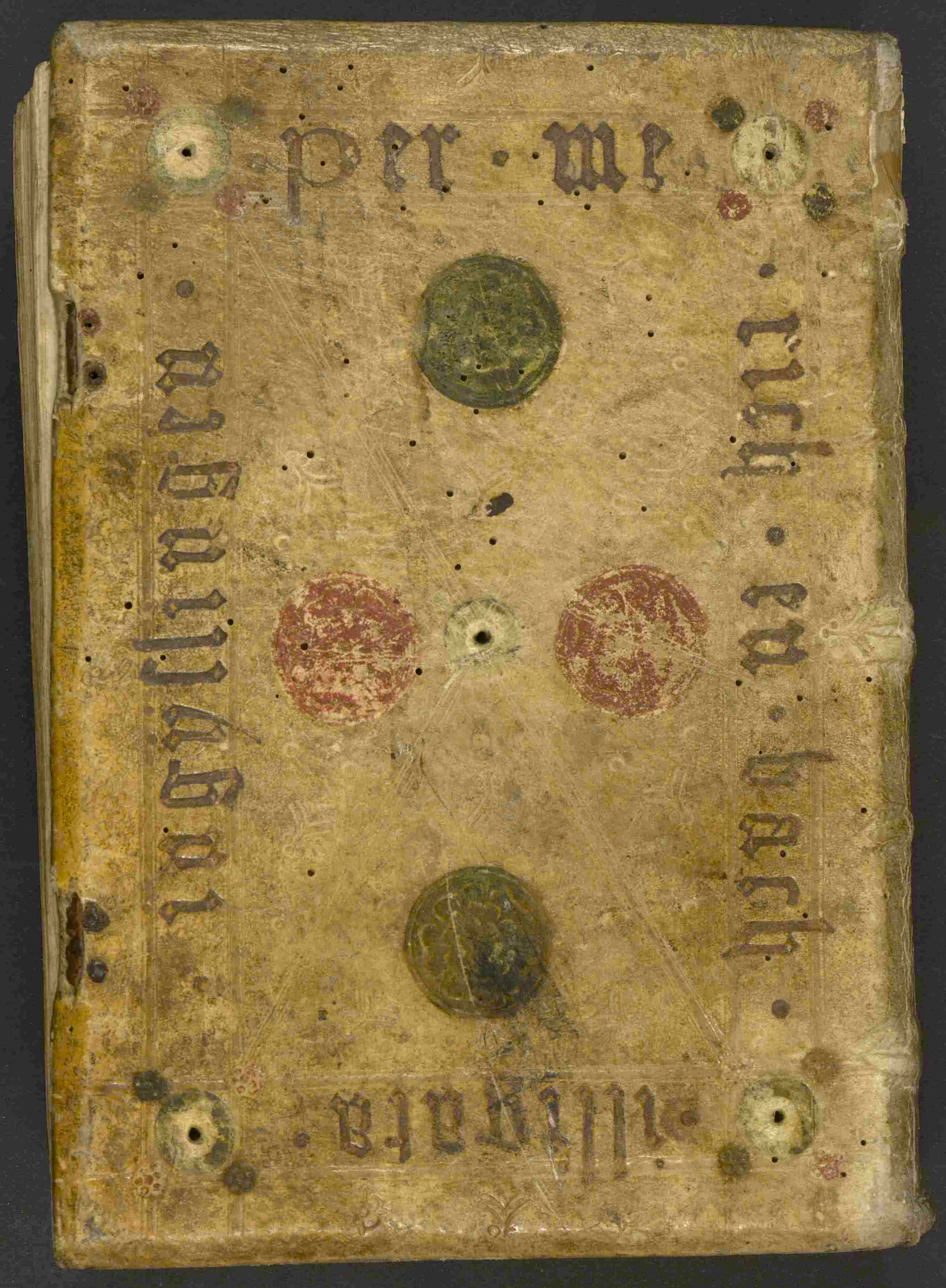
Einband R 26 mit Namensnennung, Thurgauische Kantonsbibliothek

Johannes Richenbach († 1486) war ein deutscher Geistlicher und Buchbinder in Geislingen an der Steige. Er gilt als einer der bedeutendsten Buchbinder des 15. Jahrhunderts. In den 1480er Jahren wurde er in seiner Werkstatt von seinem Bruder Bernhardin unterstützt. Richenbach band vor allem für Geistliche aus der Umgebung von Geislingen und Ulm sowie für solche in Schwäbisch Gmünd. Die datierten Einbände stammen aus dem Zeitraum 1467 bis 1484.
Nach Konrad Forster in Nürnberg war Richenbach der zweite Buchbinder, der für seine Einbände Schriftaufdruck wählte. Auf den Vorderdeckel prägte er üblicherweise Verfasser und/oder Titel des Werks, in einigen Fällen auch den Namen des Besitzers. Den Rückdeckel versah er meist mit einer selbstbewussten Signatur per me richenbach oder ähnlich. Richenbach verfügte über etwa 50 Einzelstempel, deren anderweitige Nachweise auf den Ulmer Raum verweisen. Daneben besaß er sieben Rollen. Vermutlich war er der erste Buchbinder, der Rollenstempel einsetzte. Auf eine ästhetische Wirkung zielte die ungewöhnliche Verwendung von roter und grüner Bemalung der Schrift.

## Leben
Aus Eintragungen der Investiturprotokolle des Bistums Konstanz geht hervor, dass Johannes Richenbach am 22. September 1463 die Kaplaneipfründe auf dem Allerheiligenaltar der Geislinger Pfarrkirche erhielt. Im Sommer 1486 muss er gestorben sein, da aufgrund des Todes Richenbachs ein Nachfolger am 6. September 1486 bestellt wurde.
Bernhardin, in dem man den jüngeren Bruder von Johannes erkennen will, signierte ebenfalls einige Einbände. Auf dem Einband der Eichstätter Handschrift st 193 heißt es: per me bernhardinum richenbach illigatum in gyslingen. Bernhardin studierte 1489 in Tübingen und arbeitete wohl frühestens 1480 mit seinem Bruder zusammen. Seine Einbände sind deutlich weniger qualitätvoll. Nach dem Tod von Johannes scheint er das Buchbinden aufgegeben zu haben. Er war ab 1480 ebenfalls Kaplan in Geislingen, von wo er 1492 als Pfarrer nach Unterböhringen ging, wo er noch 1507 bezeugt ist.

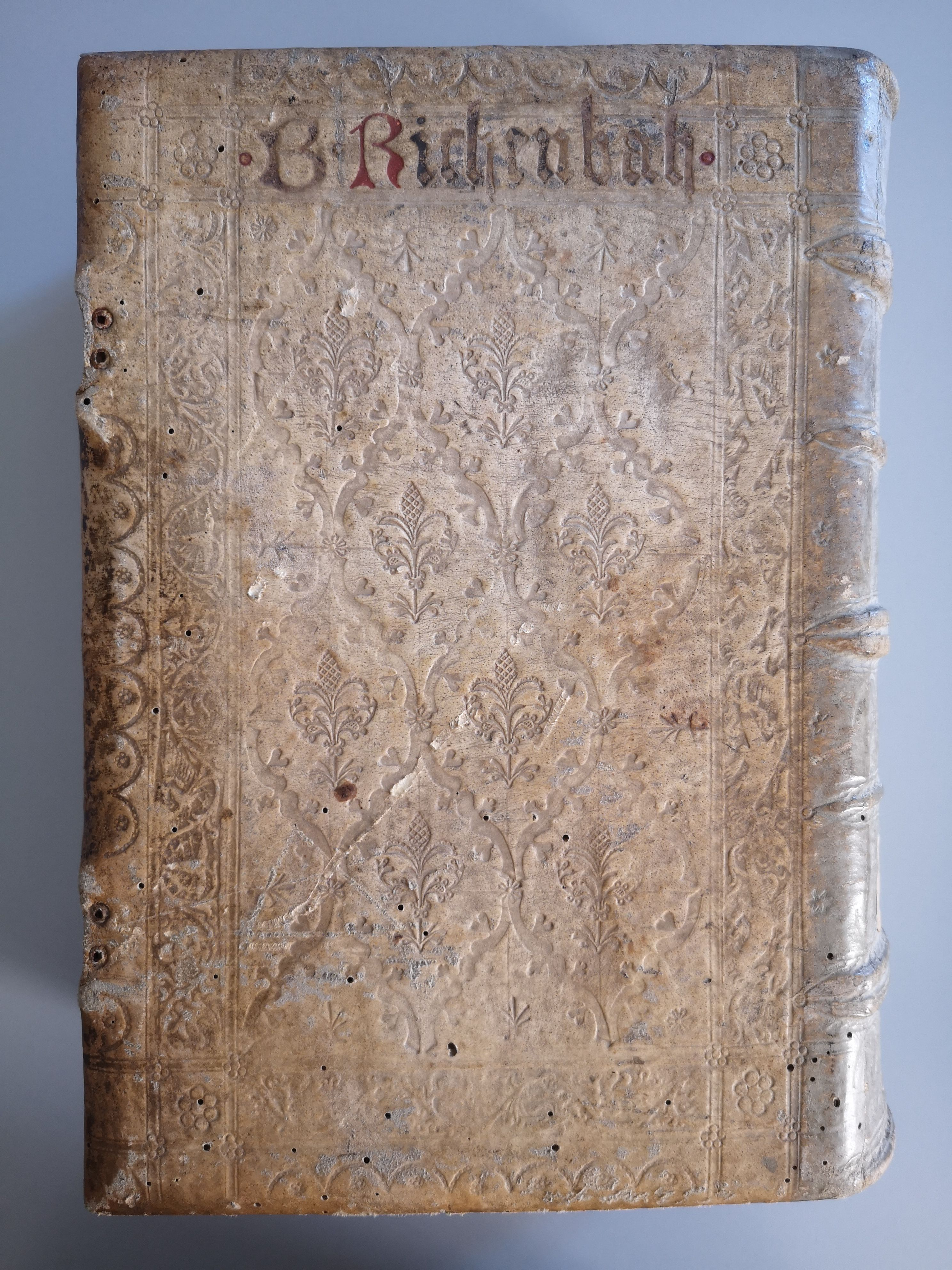
Signierter Einband des Bernhardin Richenbach R 52

Beide dürften das Buchbinden betrieben haben, um ihre bescheidenen Pfründen finanziell aufzubessern.

## Verzeichnis der Einbände nach Scott Husby 2011
2011 verband Scott Husby die Mitteilung eines Richenbach-Funds in der Huntington-Library mit der Veröffentlichung einer auf Vollständigkeit abzielenden Liste aller bekannten Einbände: (R1) bis (R56). Es handelt sich um die zweite Zählung der Einbände. Die erste Zählung geht auf Franz Falk zurück, der die ersten vier Bände zusammenstellte, ohne auch nur einen einzigen selbst gesehen zu haben. 1910 setzten Seymour de Ricci und der einen Nachtrag (Nr. 10) liefernde Paul Schwenke die Zählung fort. Otto Glauning stellte 1927 23 Nummern (unter Übernahme der Zählung von De Ricci) zusammen. Die von Falk begründete Durchnummerierung endete mit dem Aufsatz von Ernst Kyriss 1944. Die Nummern 24 bis 39 werden im Folgenden in Klammern den Literaturangaben hinzugesetzt.
Unter „Literatur“ werden nur die von Husby angegebenen ersten Nennungen/Beschreibungen in der Literatur, in der Richenbach-Spezialliteratur (von De Ricci, Glauning, Kyriss und Pingree) und in den wichtigsten Inkunabeldatenbanken (Bod-Inc, BSB-Ink, INKA) verzeichnet. Weitere Literatur zu den einzelnen Exemplaren ist, soweit bekannt, in den Anmerkungen zu finden.
Abbildungen werden nur nachgewiesen, wenn sie online sind.

### Einbände von Handschriften
- (R1) Sammelhandschrift: Pseudo-Bonaventura: Speculum BMV und anderes, Papierhandschrift mit Datierungen 1456–1466 und Schreibervermerk (Bl. 160r: per me Bartholomaeum plebanum pro tunc in Welzheim 1466).[5]
  - New York, Morgan Library & Museum, MS M. 629
  - Abbildungen: Morgan Library.
  - Gebunden für: Bartholomäus Scherrenbach (Einband: d(omi)no bartholomeo scherenbach), Pfarrer in Welzheim, später Kaplan in Schwäbisch Gmünd
  - Provenienzen: S. Leigh Sotheby[6]; George B. Blomfield[7]; Guy Feilden (Verkauf Sotheby’s London 10. November 1906, Nr. 165). Von der Firma Bernard Quaritch 1907 von J. Pierpont Morgan erworben.
  - Literatur: De Ricci; Glauning, Nr. 7; Kyriss 1951; Pingree 1977.

- (R2) Vergil: Opera, Papierhandschrift 15. Jahrhundert[8]
  - British Library London, Add. MS 11958
  - Gebunden für: Magister Bartholomäus Stolcz von Schwäbisch Gmünd (Einband: pro m(a)g(ist)ro bartolome° stolcz de gmund).[9]
  - Provenienzen: Samuel Butler[10]
  - Literatur: Weale, Nr. 615; Weale/Taylor, Nr. 77; Glauning, Nr. 9; Kyriss 1951.

- (R3) Jacobus de Voragine: Sermones dominicales, Papierhandschrift datiert 1459.[11]
  - Bayerische Staatsbibliothek München, Clm 2784
  - Digitalisat: MDZ (Schwarz-weiß).
  - Gebunden für: Johannes Naegelin (Einband: d(omi)no iohani na+egelin, kleines e am a),[12] datiert 1469.
  - Provenienz: Zisterzienserkloster Aldersbach (aufgehoben 1803)
  - Literatur: Paul Schwenke (Nachtrag zu De Ricii); Glauning, Nr. 10; Kyriss 1951.

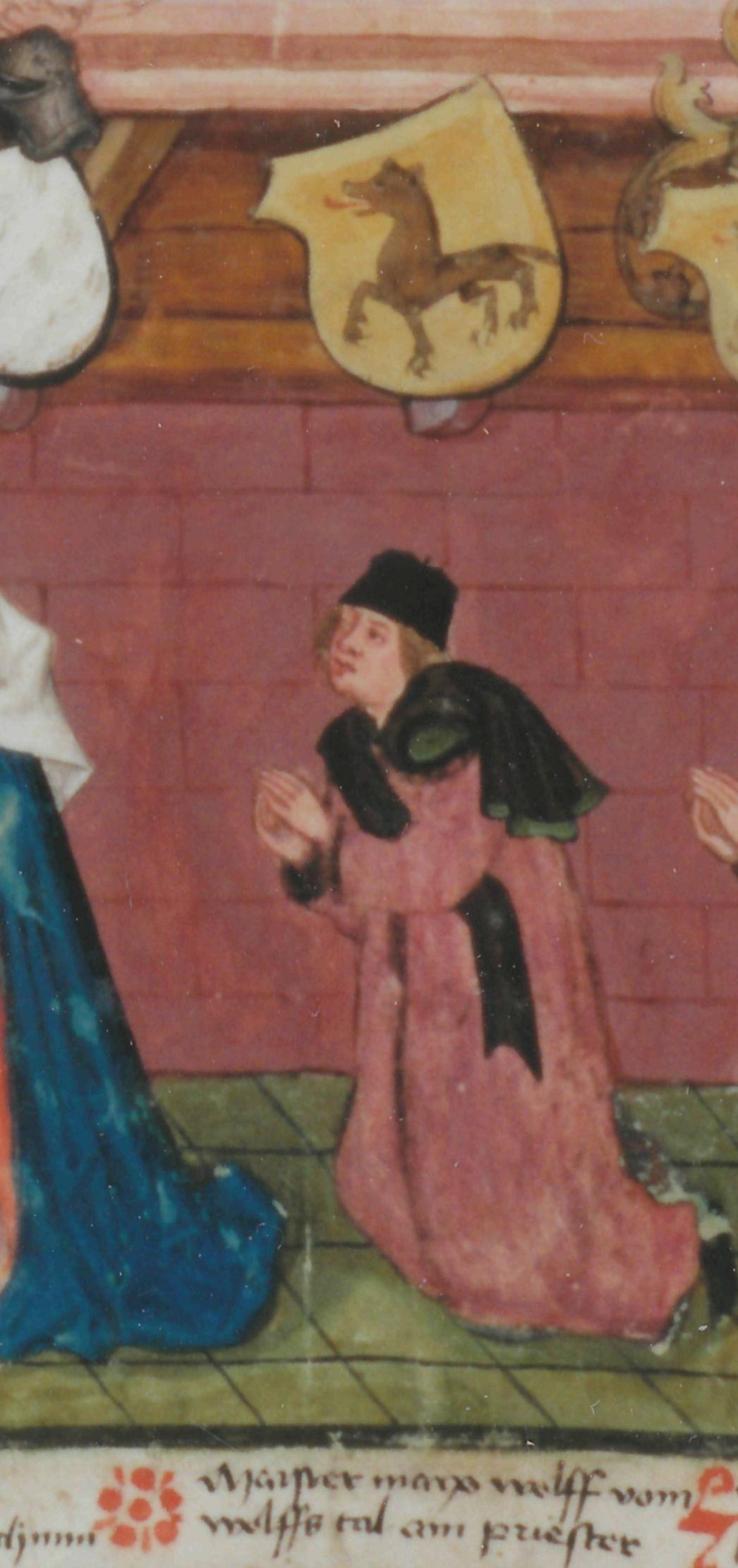
Darstellung des Marcus Wolf (Eigner von R4) auf der Wolfstal-Tafel um 1500

- (R4) Petrus Lombardus: Glossa in epistolas Pauli, Papierhandschrift 2. Hälfte 15. Jahrhundert (nicht nach 1471)[13]
  - Württembergische Landesbibliothek Stuttgart, Cod. theol. et phil. fol. 154
  - Gebunden für: Marcus Wolf, Halbbruder von Georg Ruch (Einband: p(ro) m(a)g(ist)ro marco wolf)[14], datiert 1471.
  - Provenienzen: Augustinereremitenkloster Schwäbisch Gmünd (aufgehoben 1803)
  - Literatur: Leuze; Glauning, Nr. 16; Kyriss 1951.

- (R5) Expositio hymnorum et sequentiarium, Papierhandschrift, geschrieben 1473/75 im Ulmer Raum[15]
  - Bayerische Staatsbibliothek München, Clm 28315
  - Digitalisat: MDZ (Schwarz-weiß).
  - Gebunden für: einen Lehrer, der 1473 in Ulm (eram pedagogus Vlme), später in Geislingen wirkte[16]
  - Provenienz: Kreis- und Studienbibliothek Dillingen, Cod. XV 69 (1915 an München ausgeliefert)
  - Literatur: Glauning, Nr. 17; Kyriss 1951.

- (R6) Biblia Latina, Handschrift auf Pergament, 15. Jahrhundert (oder früher?).[17]
  - Franziskanerkloster St. Maria Schnee Prag
  - Provenienz: Graf Ferdinand Franz von Wrtby[18] schenkt 1709 an Franziskanerkloster Wotitz (Votice).[19]
  - Literature: Glauning, Nr. 21; Rest; Kyriss 1951; Hamanová; Kyriss 1966.

- (R7) Johannes Nider: 'Die 24 goldenen Harfen', Papierhandschrift, geschrieben 1464 von Pfaff Otmar Roser von Wiesensteig, Frühmesser zu Reichenbach, für Agnes Gräfin von Helfenstein geborene von Weinsberg, Witwe von Graf Friedrich I. von Helfenstein.[20]
  - Württembergische Landesbibliothek Stuttgart, Cod. Donaueschingen 243
  - Gebunden für: Agnes Gräfin von Helfenstein, 1470.
  - Provenienz: Hofbibliothek Donaueschingen, Cod. 243.
  - Literature: Glauning, Nr. 22; Rest; Kyriss 1951.

### Einband eines Blockbuchs
- (R8) Apokalypse (Blockbuch) + Biblia pauperum (Blockbuch).
  - John Rylands Library Manchester, Blockbook Collection 16119.1)
  - Digitalisat: UB Manchester
  - Gebunden für: Ulrich Geislinger (Einband: Iste liber est fr(at)ris v+olrici gyslinger lectoris i(n) vlma mino(rum), kleines o schräg über dem v), Franziskaner in Ulm, datiert 1467.[21]
  - Provenienzen: Pariser Verkauf durch einen Horn aus Regensburg (?); Luigi Duca de Cassano Serra[22]; George Spencer, 2. Earl Spencer; Enriqueta Rylands (ab 1892).
  - Literatur: De Ricci; Glauning, Nr. 4; Kyriss 1951.

### Einbände von Inkunabeln
- (R9) Augustinus: De civitate Dei. [Straßburg: Johann Mentelin, nicht nach 1468]. ISTC https://data.cerl.org/istc/ia01239000.
  - Königliche Bibliothek Kopenhagen, Inc. Haun. 397 2º.[23]
  - Abbildungen: KB Kopenhagen.
  - Gebunden für: Georg Ruch, Priester in Schwäbisch Gmünd, datiert 1470.[24]
  - Provenienzen: Georg Kloss.[25] 1835 für die Bibliothek erworben.
  - Literatur: De Ricci; Glauning, Nr. 2; Kyriss 1951.

- (R10) Hieronymus: Epistolae. [Straßburg: Johann Mentelin, nicht nach 25. September 1469]. ISTC https://data.cerl.org/istc/ih00162000.
  - Bibliothèque nationale de France Paris, Res. C. 431.[26]
  - Abbildung: Gruel 1887 (Schwarz-weiß)
  - Gebunden für: Magister Jacobus, Schulrektor in Schwäbisch Gmünd (Einband: m(a)g(ist)ro iacobo rectori scolarum in gmind), datiert 1469.[27]
  - Provenienzen: Étienne Charles de Loménie de Brienne. Seit 1792 in der Bibliothek.
  - Literatur: Weale; De Ricci; Glauning, Nr. 1; Kyriss 1951.

- (R11) Paulus de Sancta Maria: Scrutinium scripturarum. [Straßburg: Johann Mentelin, nicht nach Mai 1470]. ISTC https://data.cerl.org/istc/ip00201000.
  - John Carter Brown Library Providence, 1-SIZE BA470.P 111s
  - Digitalisat: John Carter Brown Library. Abbildungen: Scott Husby Database.
  - Gebunden für: Bruder Sy[mon] Sella[rius] (Einband: pro f(atr)re sy sella p(ro)f(essus) i(n) adelberg), Professe des Prämonstratenserklosters Adelberg, datiert 1470.[28]
  - Provenienzen: Karmeliterkloster Heilbronn; Henry George Bohn
  - Literatur: Rest (Nr. 24); Kyriss 1951; Pingree 1977.

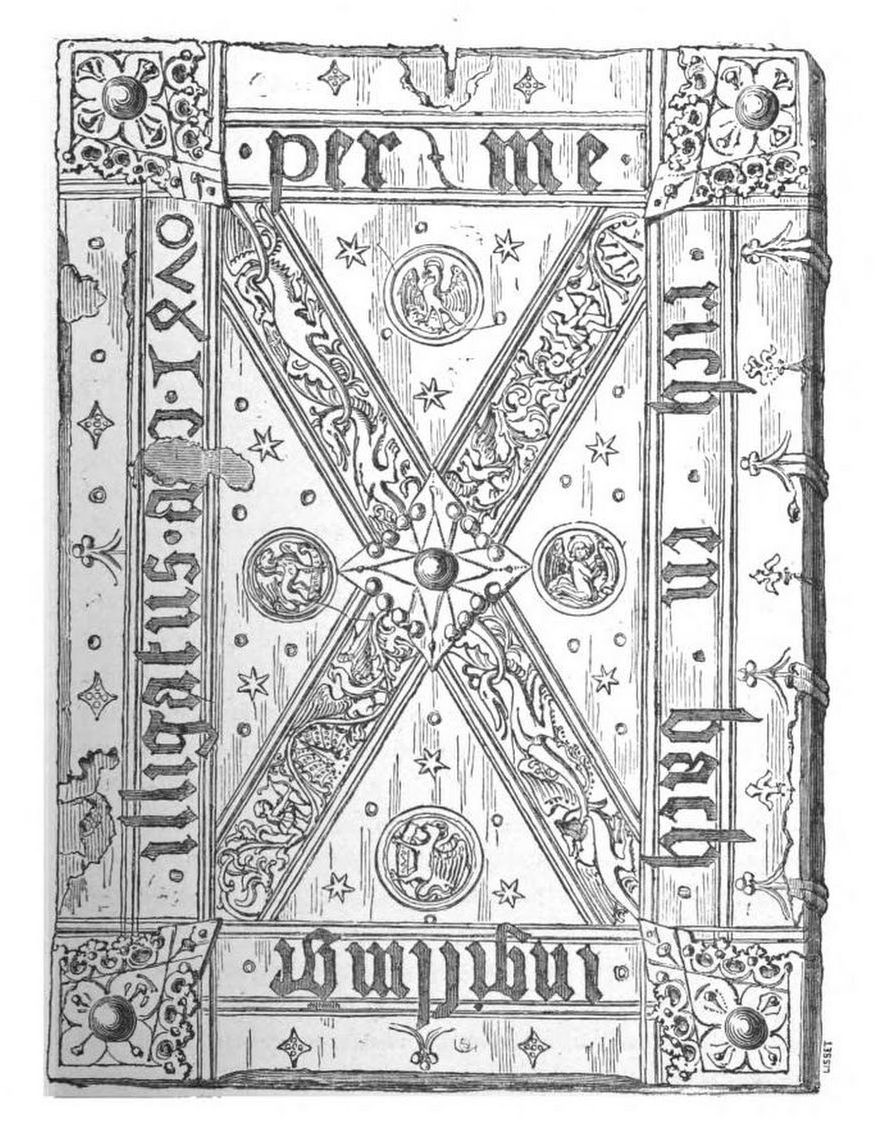
Zeichnung von R12 aus dem Jahr 1872

- (R12) Augustinus: Confessiones. Straßburg: Johann Mentelin, nicht nach 1470. ISTC https://data.cerl.org/istc/ia01250000.
  - Zuletzt Antiquariat Jörn Günther, davor Bibliothek Otto Schäfer Schweinfurt, OS 92.[29]
  - Gebunden für: Georg Ruch wie oben, datiert 1470.
  - Provenienzen: Georg Kloss wie oben[30]; Herzöge von Arenberg[31]; Gilhofer und Ranschburg Luzern 42 (1956), Nr. 60. 1957 für Otto Schäfer erworben.
  - Literatur: De Ricci; Glauning, Nr. 3.

- (R13) Servius Maurus, Honoratus: Commentarii in Vergilii opera. [Straßburg: Adolf Rusch, nicht nach 1471]. ISTC https://data.cerl.org/istc/is00480000.
  - Württembergische Landesbibliothek Stuttgart, Inc. fol. 14703
  - Provenienzen: Johannes Wingarter, Pfarrer in Oeffingen (Mgr. Jo[anne]s Wingarter quonda[m] pleban[us] In effing[en] legauit)[32]
  - Literatur: Kyriss 1933 (Nr. 28); Kyriss 1951; INKA (Renner, Nr. 6359).

- (R14) Guillermus Parisiensis: Postilla super epistolas et evangelia. [Augsburg: Günther Zainer, um 1473[33]]. ISTC https://data.cerl.org/istc/ig00642000.
  - Gebunden für: einen Geistlichen, der den Band 1473 von Johannes Richenbach erwarb und 1489 eine geistliche Pfründe in Obertürkheim erhielt.[34]
  - Bayerische Staatsbibliothek München, 2 Inc.s.a. 558 a.
  - Provenienzen: Zisterzienserkloster Fürstenfeld
  - Literatur: Glauning, Nr. 11; Kyriss 1951; BSB-Ink H-128.

- (R15) Guillermus Parisiensis: Postilla super epistolas et evangelia. [Augsburg: Günther Zainer, um 1473]. ISTC https://data.cerl.org/istc/ig00642000.
  - Bodleian Library Oxford, Broxb. 18.8.
  - Provenienzen: Andreas de Falheim (16./17. Jahrhundert); Léon Gruel[35]; Albert Ehrman.[36]
  - Literatur: Nixon; Bod-Inc G-318.

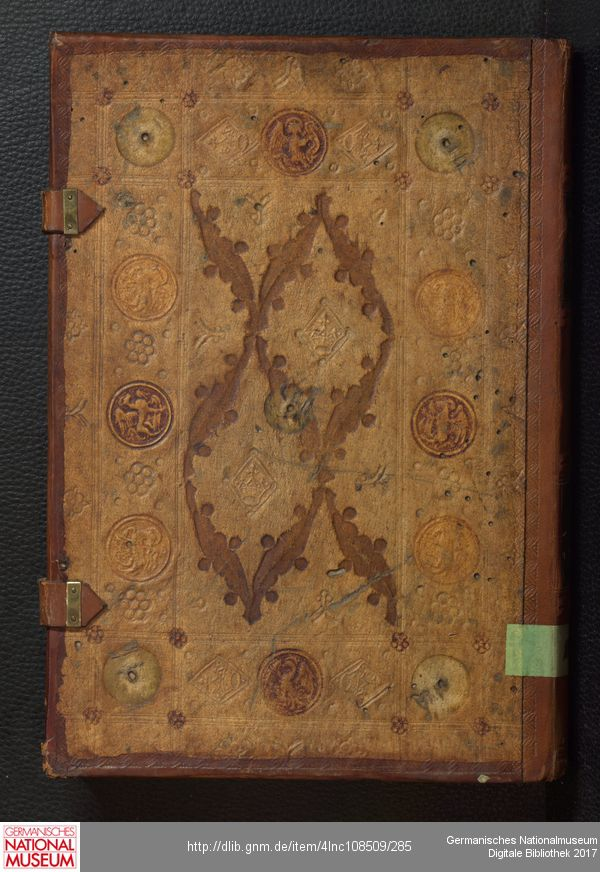
Rückendeckel von R16

- (R16) Henricus Ariminensis: De quattuor virtutibus cardinalibus. Speyer: [Drucker der Gesta Christi, nach 10. November 1472, nicht nach 1473]. ISTC https://data.cerl.org/istc/ih00018900.
  - Germanisches Nationalmuseum Nürnberg, Inc. 4° 108509. Digitalisat: GNM
  - Literatur: Hellwig.

- (R17) Speculum humanae salvationis. [Augsburg: Günther Zainer, 1473]. ISTC https://data.cerl.org/istc/is00670000.
  - Württembergische Landesbibliothek Stuttgart, Inc. fol. 14929.
  - Provenienzen: Konsistorialbibliothek Stuttgart (nahm häufig altwürttembergische Klosterbestände im 16. Jahrhundert auf)
  - Literatur: Kyriss 1933 (Nr. 27); Kyriss 1951; INKA (Renner, Nr. 6442).

- (R18) Sammelband: (1) Evangelia glossata, Papierhandschrift, geschrieben um 1475 in Schwaben.[37] (2) Thomas de Aquino: De periculis contingentibus. Epistola de Judaeis. [Ulm: Johann Zainer d.Ä., 1473], Fragment. ISTC https://data.cerl.org/istc/it00316000.
  - Universitätsbibliothek Eichstätt, Cod. St 193.
  - Provenienzen: Augustinerchorherrenstift Rebdorf (17./18. Jahrhundert).
  - Literatur: Kyriss 1944 (Nr. 38); Kyriss 1951.

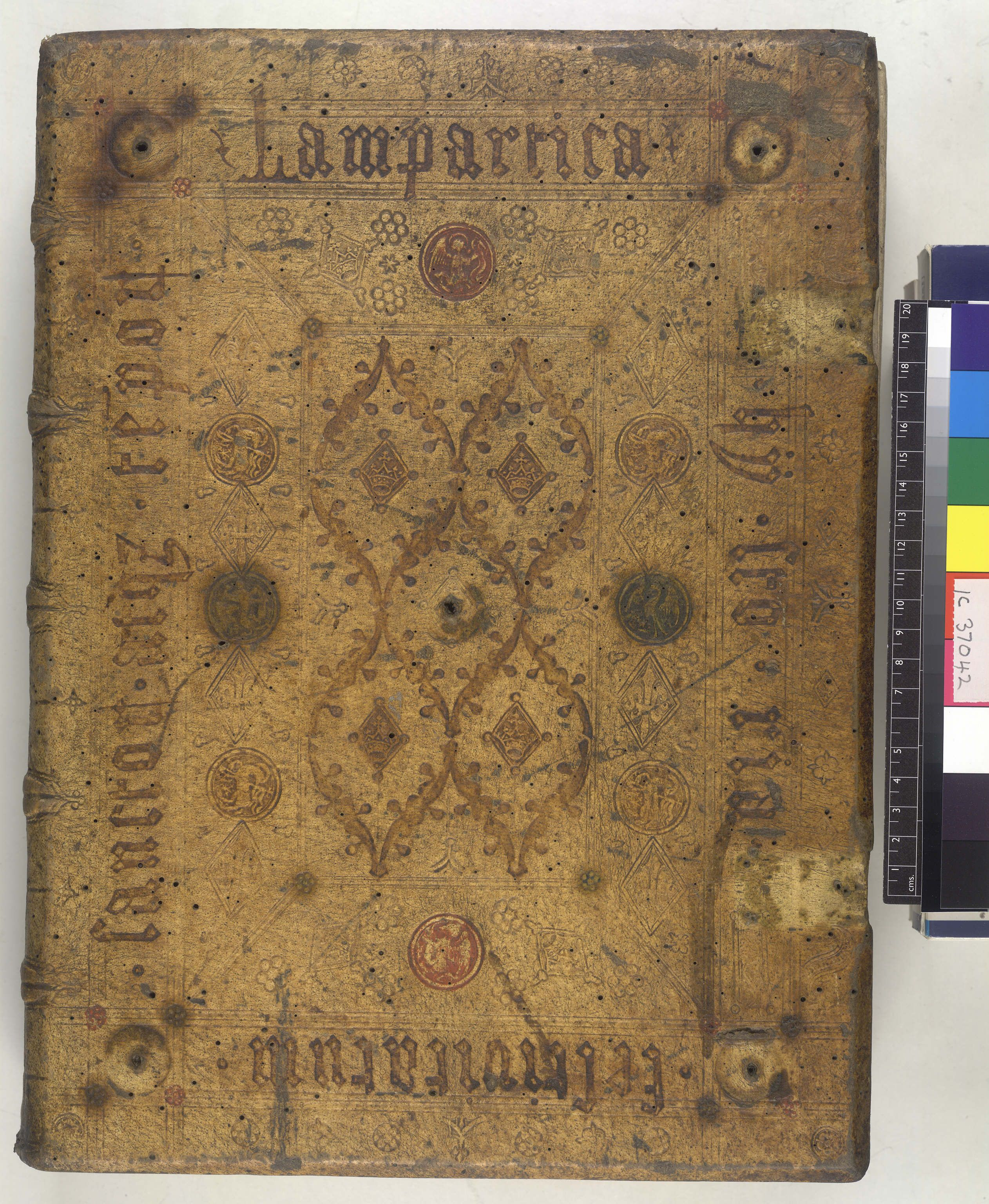
Vorderdeckel von R19

- (R19) Jacobus de Voragine: Legenda aurea. [Basel: Michael Wenssler, nicht nach 1474]. ISTC https://data.cerl.org/istc/ij00082000.
  - British Library London, IC. 37042
  - Abbildungen: British Library, Commons.
  - Provenienzen: Michael Haidecker, Pfarrer in Drackenstein (Ende 16. Jahrhundert).
  - Literatur: Weale, Nr. 613–614; Weale/Taylor, Nr. 141; De Ricci; Glauning, Nr. 8; Kyriss 1951.

- (R20) Salomon: Glossae. Augsburg: St. Ulrich und Afra, um 1474. ISTC https://data.cerl.org/istc/is00021000.
  - Württembergische Landesbibliothek Stuttgart, Inc. 2° 14134
  - Gebunden für: Johannes Spett (Einband: pertinet domino iohani spett).
  - Provenienzen: Benediktinerkloster Zwiefalten.
  - Literatur: Leuze; Glauning, Nr. 13; Kyriss 1951; INKA (Renner, Nr. 6045).

- (R21) Ludolphus de Saxonia: Vita Christi. Straßburg: [Heinrich Eggestein], 1474. ISTC https://data.cerl.org/istc/il00337000.
  - Universitätsbibliothek Salzburg, W III 43.
  - Abbildung: UB Salzburg.
  - Gebunden für: Matthias Scheit (auf dem Einband: schitt), später Bischof von Seckau.
  - Provenienzen: Benediktinerkloster Seckau.
  - Literatur: Frisch 1940 (Nr. 36).

- (R22) Jacobus de Clusa: Sermones de sanctis. [Blaubeuren: Conrad Mancz, nicht nach 1476]. ISTC https://data.cerl.org/istc/ij00039000.
  - Walters Art Museum Baltimore, 91.646.
  - Gebunden für: Johann Sprintz (Einband: pro d(omi)no iohane sprincz).[38]
  - Provenienzen: Herzöge von Arenberg.[39]
  - Literatur: Miner; Pingree 1977.

- (R23) Biblia Latina. [Basel: Bernhard Richel], 1475. 2 Bände, beide von Richenbach. ISTC https://data.cerl.org/istc/ib00540000.
  - Universitätsbibliothek Salzburg, W III 42
  - Gebunden für: Matthias Scheit (auf dem Einband: schitt) wie oben.
  - Literatur: Rest (Nr. 25–26); Kyriss 1951.

- (R24) Biblia Latina. Nürnberg: Anton Koberger, 1475. ISTC https://data.cerl.org/istc/ib00543000.
  - Huntington Library San Marino, PR 1970 LF c2, früher 441108.
  - Abbildungen: Scott Husby Database.
  - Provenienzen: Edward J. Loftus (um 1952). Von seiner Witwe 1975 an die Bibliothek.
  - Literatur: Husby.

- (R25) Sammelband: (1) Boccaccio: De claris mulieribus. [Straßburg: Georg Husner, um 1474/75]. ISTC https://data.cerl.org/istc/ib00717000. (2) Boccaccio: De casibus virorum illustrium. [Straßburg: Georg Husner, um 1474/75]. ISTC https://data.cerl.org/istc/ib00708000.
  - Universitätsbibliothek Salzburg, W II 32.
  - Abbildung: UB Salzburg.
  - Gebunden für: Matthias Scheit wie oben (auf dem Einband: schitt, gemaltes Wappen im Band).
  - Provenienzen: Fürsterzbischöfliche Hofbibliothek Salzburg.
  - Literatur: Frisch 1941 (Nr. 37).

- (R26) Jacobus de Clusa: Sermones de sanctis. [Blaubeuren: Conrad Mancz, nicht nach 1476]. ISTC https://data.cerl.org/istc/ij00039000.
  - Kantonsbibliothek Thurgau Frauenfeld, X 421
  - Abbildungen: Commons
  - Gebunden für: Conrad Schuoler (Einband: pro d(omi)no cvnrado schvoler).[40]
  - Literatur: Dahm (nur Hinweis); Hakelberg.

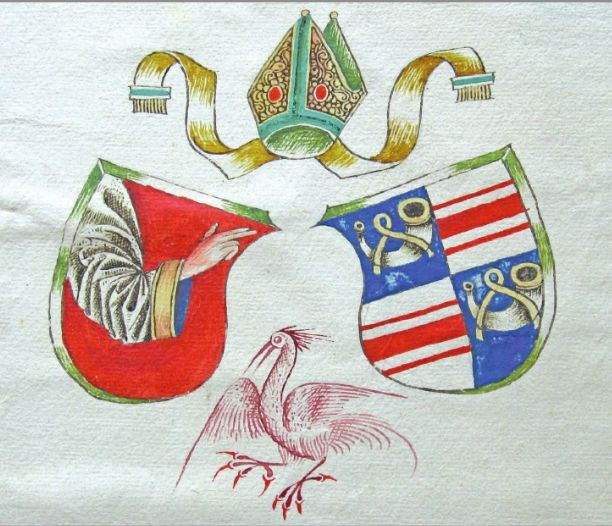
Wappen des Matthias Scheit in R27

- (R27) Vincenz von Beauvais: Speculum historiale. [Straßburg: Adolf Rusch, nicht nach 1476]. ISTC https://data.cerl.org/istc/iv00282000.
  - Universitätsbibliothek Lwiw (Lemberg)
  - Abbildung: Inkunabelkatalog 2011 bei Academia.edu (Abbildung zu Nr. 39)
  - Gebunden für: Matthias Scheit wie oben (schit auf dem Einband, gemaltes Wappen im Band).
  - Provenienzen: Józef Saba Koziebrodzki.[41]
  - Literatur: Kotula (Nr. 35); Kyriss 1944; Kyriss 1951.

- (R28) Biblia Latina. Basel: Bernhard Richel, 8. September 1477. ISTC https://data.cerl.org/istc/ib00553000.
  - Württembergische Landesbibliothek Stuttgart, Bb lat. 147701-1.
  - Literatur: Leuze; Glauning, Nr. 14; Kyriss 1951; INKA (Renner, Nr. 1229).

- (R29) Jacobus de Voragine: Legenda aurea. Ulm: Johann Zainer, nicht nach 1477. ISTC https://data.cerl.org/istc/ij00088400.
  - Württembergische Landesbibliothek Stuttgart, Inc. fol. 16095 B.1(HB).
  - Provenienz: Benediktinerkloster Zwiefalten.
  - Literatur: Leuze; Glauning, Nr. 15; Kyriss 1951; INKA (Renner, Nr. 3663).

- (R30) Peregrinus Oppoliensis: Sermones de tempore et de sanctis. [Straßburg: Drucker des Henricus Ariminensis (Georg Reyser), um 1477]. ISTC https://data.cerl.org/istc/ip00263000.
  - Stadtarchiv Freiburg im Breisgau, Eh 122a Rara.
  - Provenienzen: Wilhelmitenkloster Oberried (um 1500); Wilhelmitenkloster Freiburg, später wieder in Oberried (aufgehoben 1806).
  - Literatur: Sack, Nr. 2710; INKA.

- (R31) Guillelmus Duranti: Rationale divinorum officiorum. [Basel: Berthold Ruppel und Michael Wenssler, nicht nach 1477]. ISTC https://data.cerl.org/istc/id00415000.
  - Universitätsbibliothek Augsburg, 02/C020.
  - Abbildungen: Commons.
  - Provenienzen: Minoritenkloster Maihingen (gegründet 1607), Oettingen-Wallersteinsche Bibliothek (Wallerstein, Maihingen, Schloss Harburg)
  - Literatur: Kyriss 1963.

- (R32) Vocabularius. Blaubeuren: Conrad Mancz, um 1477. ISTC https://data.cerl.org/istc/iv00323000.
  - Newberry Library Chicago, Folio Inc. 2659.[42]
  - Abbildung: Twitter
  - Provenienzen: Herr Otmar (Roser, siehe R 7) im Spital zu Wiesensteig (Item diser vocabularius ist her othmars im spital zu wisenstaig und gehert in spital zu wisenstaig)[43]; Königliche Bibliothek München (als Dublette verkauft); Louis Lucien Bonaparte
  - Literatur: Pingree 1977.

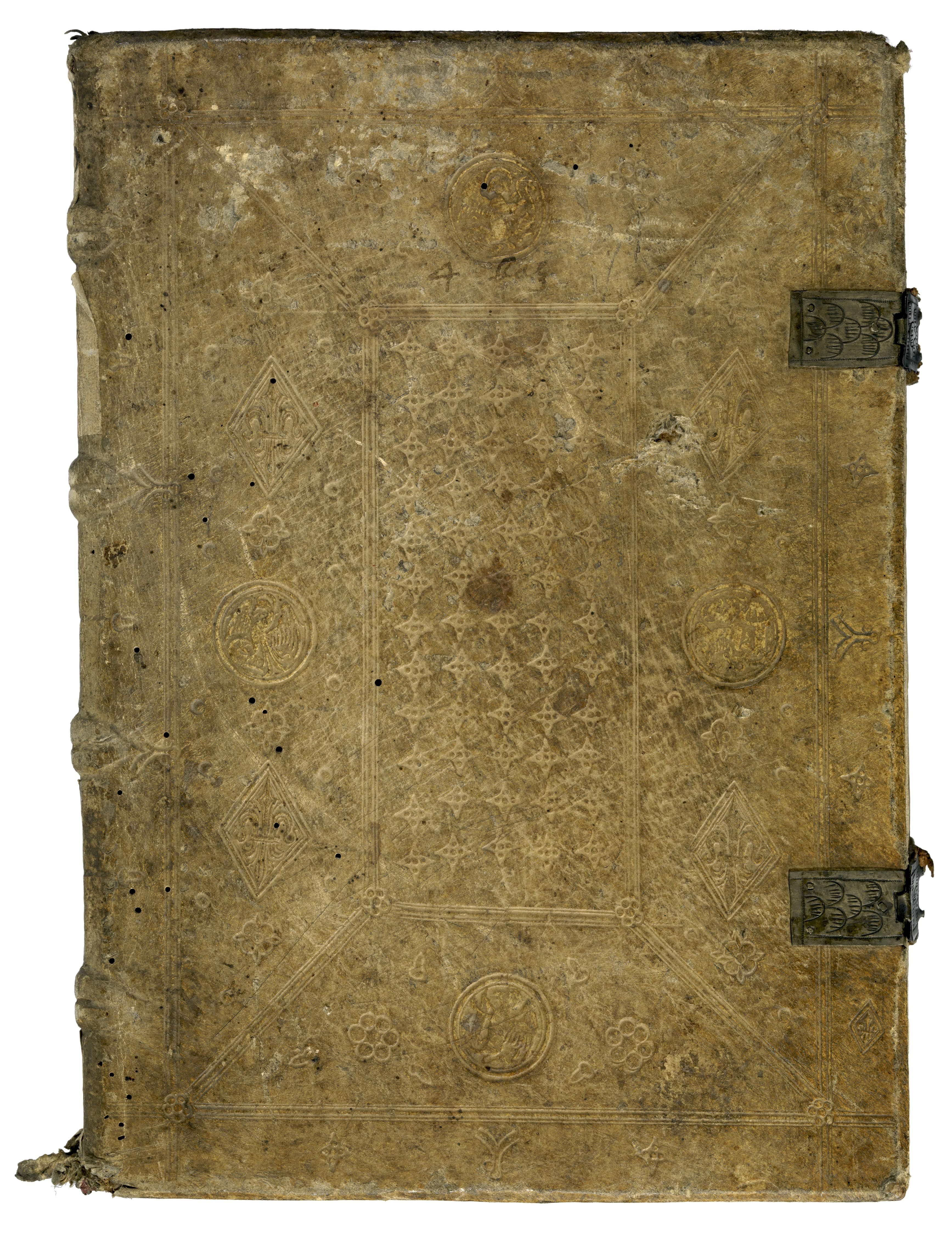
Einband in Bamberg: R33

- (R33) Sammelband: (1) Jacobus de Clusa: Sermones dominicales. Speyer: Peter Drach, 1477. ISTC https://data.cerl.org/istc/ij00037000. (2) Viola sanctorum. Basel: Bernhard Richel, 1474. ISTC https://data.cerl.org/istc/im00333000.
  - Staatsbibliothek Bamberg, Inc.typ.Q.XI.25.
  - Provenienzen: Friedrich Förner; Friedrich Hellinger, Karmeliterkloster Bamberg.[44]
  - Literatur: Kyriss 1944 (Nr. 39); Kyriss 1951.

- (R34) Conradus de Brundelsheim/Soccus: Sermones de sanctis. [Reutlingen: Michael Greyff, nicht nach 1478]. ISTC https://data.cerl.org/istc/is00585000.
  - Württembergische Landesbibliothek Stuttgart, Inc. fol. 14829(4).[45]
  - Provenienzen: Bernhard Ritler (Fratris Bernardj Ritlerj, 16. Jahrhundert); John Roland Abbey (Exlibris 1933)[46]; Antiquariat Marlborough Fine Art, London (1963).
  - Literatur: Kyriss 1966; INKA (Renner, Nr. 1969).

- (R35) Cicero: Epistolae ad familiares. Mailand: Philippus de Lavagnia, 1478. ISTC https://data.cerl.org/istc/ic00518500.
  - Deutsche Nationalbibliothek Leipzig, DBSM/Klemm II 63, 2d[47].
  - Abbildung: DNB.
  - Provenienzen: Johann August Ernesti; Stadtbibliothek Leipzig.
  - Literatur: Glauning, Nr. 20; Kyriss 1951; INKA.

- (R36) Pseudo-Albertus Magnus: Sermones de tempore et de sanctis. Ulm: Johann Zainer, [um 1478–80]. ISTC https://data.cerl.org/istc/ia00333000.
  - Erzbischöfliche Bibliothek Freiburg im Breisgau, St. Peter: H 281.
  - Digitalisat: UB Freiburg.
  - Provenienzen: Kloster der Franziskaner-Rekollekten Zabern (aufgehoben 1791), Franziskanerkloster Rastatt (aufgehoben 1805); Erzbischöfliches Priesterseminar St. Peter.
  - Literatur: Sack Nr. 94; INKA.

- (R37) Hugo Ripelin: Compendium theologiae veritatis. Ulm: Johann Zainer, [nicht nach 1480]. ISTC https://data.cerl.org/istc/ia00233000.
  - Wellcome Institute London
  - Abbildung: Wellcome Collection (Schwarz-weiß).
  - Provenienzen: Georg Kloss wie oben; W. H. Hammond Jones (Verkauf 1898). Seit damals in der Bibliothek.
  - Literatur: Pingree 1998.

- (R38) Guillelmus Duranti: Rationale divinorum officiorum. [Straßburg: Georg Husner, nicht nach 1479]. ISTC https://data.cerl.org/istc/id00421000.
  - Württembergische Landesbibliothek Stuttgart, Inc. fol. 6465(2).
  - Provenienzen: Hofbibliothek Donaueschingen, Inc. 193; Sotheby’s (London, 1. Juli 1994), Donaueschinger Verkauf, Nr. 263.
  - Literatur: Glauning, Nr. 23; Rest; Kyriss 1951; INKA (Renner, Nr. 2242).

- (R39) Pseudo-Albertus Magnus: Sermones de tempore et de sanctis. Ulm: Johann Zainer, [um 1478–80]. ISTC https://data.cerl.org/istc/ia00333000.
  - Württembergische Landesbibliothek Stuttgart, Inc. fol. 471(2).
  - Abbildung: Christian Herrmann: Bücherleben. Bücher erzählen ihre Geschichte. Stuttgart 2022, S. 135 (WLB); Archivalia; UB Heidelberg (Schwarz-weiß, 1930); Ernst Kyriss in: Imprimatur 10 (1951), nach S. 120 (MGH-Bibliothek).
  - Provenienzen: Benediktinerabtei Neustadt am Main[48] (1803 aufgehoben); Fürstlich Löwensteinsche Hofbibliothek Kleinheubach; Joseph Baer & Co. 6. Oktober 1930, Nr. 31; Ernst Kyriss. Erworben 1962.
  - Literatur: Glauning, Nr. 12; Kyriss 1951; INKA (Renner, Nr. 149).

- (R40) Pseudo-Albertus Magnus: Sermones de tempore et de sanctis. Ulm: Johann Zainer, [um 1478–80]. ISTC https://data.cerl.org/istc/ia00333000.
  - Kantonsbibliothek Aarau, IncF 343
  - Abbildung: Commons
  - Provenienzen: Zisterzienserkloster Wettingen (aufgehoben 1841).
  - Literatur: Dahm.

- (R41) Johannes Herolt: Sermones discipuli. [Reutlingen: Michael Greyff, um 1478/79]. ISTC https://data.cerl.org/istc/ih00103000.
  - Bridwell Library der Southern Methodist University Dallas, 06951.
  - Abbildungen: Scott Husby Database, Bridwell Library, Bridwell Library.
  - Provenienzen: Schloss Oberherrlingen (Eugen von Maucler mit Exlibris 1839); Joseph Baer, Katalog 725 (1926), Nr. 282; Bernd Pattloch, Aschaffenburg (Exlibris); Sotheby’s (London), 22.–23. November 1984, Nr. 193; Reiss & Auvermann (Königstein), Auktion 46, 15.–18. Oktober 1991, Nr. 152. 7. Stuttgarter Antiquariat (Dr. Kocher-Benzing), Katalog 150 (Juni 1992), Nr. 33 (erstmals als Richenbach-Einband erkannt). Sotheby’s (London), 1. Dezember 1993, Nr. 133 (nicht verkauft). 9. Rechtsanwalt Detlef Mauss, Nr. 48[49]; Percy Barnevik, Stockholm, 2000; Christie’s New York, 24. Mai 2002, Nr. 120. Seit 2002 in der Bridwell Library.[50]
  - Literatur: Mauss 1996; Mauss 1999.

- (R42) Hugo Ripelin: Compendium theologiae veritatis. Ulm: Johann Zainer, [nicht nach 1480]. ISTC https://data.cerl.org/istc/ia00233000.
  - Bibliothek Otto Schäfer Schweinfurt, OS 376.
  - Abbildungen: Herbert E. Brekle: Typ(en) und Exemplar(e): Systematisch-historische Darstellung mechanischer Abbildungstechniken von Inschriften. Regensburg 2013, S. 163 Uni Regensburg; Internet Archive (Schwarz-weiß).
  - Provenienzen: Jesuitenkolleg Rottenburg am Neckar (1669).
  - Literatur: Arnim.

- (R43) Biblia latina. Mit Glossa ordinaria. [Straßburg: Adolf Rusch für Anton Koberger, nicht nach 1480] (nur ein Band). ISTC https://data.cerl.org/istc/ib00607000.
  - Wilhelmsstift Tübingen, Ge 297 (III).
  - Datiert 1484.
  - Literatur: Kyriss 1933 (Nr. 30); Kyriss 1951; INKA (Hummel-Wilhelmi Nr. 111).[51]

- (R44) Biblia latina. Mit Glossa ordinaria. [Straßburg: Adolf Rusch für Anton Koberger, nicht nach 1480]. ISTC https://data.cerl.org/istc/ib00607000.
  - Stadtbibliothek Ulm, 14800.
  - Literatur: Kyriss 1933 (Nr. 32); Kyriss 1951; INKA (Breitenbruch, Nr. 119).[52]

- (R45) Hugo Ripelin: Compendium theologiae veritatis. Ulm: Johann Zainer, [nicht nach 1481]. ISTC https://data.cerl.org/istc/ia00235000.
  - Kapuzinerkloster Luzern (gegründet 1584), Inc. H 437.[53]
  - Literatur: Kyriss 1933 (Nr. 33); Kyriss 1951.

- (R46) Missale Basiliense.  [Basel: Bernhard Richel und/oder Peter Kollicker und Johann Meister, nicht nach 1479]. ISTC https://data.cerl.org/istc/im00647300.
  - Universitätsbibliothek Augsburg, 02/B146.
  - Abbildungen: Commons.
  - Provenienzen: Grafen von Helfenstein zu Wiesensteig (1626)[54], Oettingen-Wallersteinsche Bibliothek (Wallerstein, Maihingen, Schloss Harburg).
  - Literatur: Kyriss 1963.

- (R47) Johannes Gritsch: Quadragesimale. Nürnberg: Anton Koberger, 1481. ISTC https://data.cerl.org/istc/ig00497000.
  - Derzeitiger Eigentümer unbekannt, zuletzt Hartung und Hartung München, Auktion 103, November 2001
  - Literatur: Nickel.

Vorderdeckel von R 48

- (R48) Jacobus de Voragine: Legenda aurea. [Straßburg: Drucker der Legenda aurea], 1482. ISTC https://data.cerl.org/istc/ij00104000.
  - Universitätsbibliothek Augsburg, 02/B034.
  - Abbildungen: Commons.
  - Provenienzen: Paul Haufmann, Jakob Gidmer(?), Benediktinerkloster St. Mang Füssen, Oettingen-Wallersteinsche Bibliothek (Wallerstein, Maihingen, Schloss Harburg).
  - Literatur: Kyriss 1963.

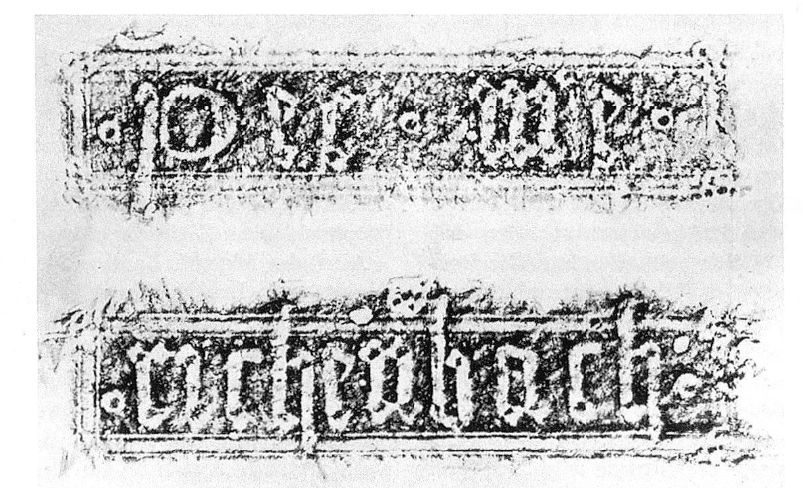
Durchreibung der Signatur von R49

- (R49) Jacobus de Voragine: Legenda aurea. [Straßburg: Drucker der Legenda aurea], 1482. ISTC https://data.cerl.org/istc/ij00104000.
  - Kapuzinerkloster Luzern, P IV 29 214.[55]
  - Literatur: Kyriss 1933 (Nr. 34); Kyriss 1951.

- (R50) Herolt, Johannes, Sermones discipuli. Nürnberg: Anton Koberger, 2. September 1483. ISTC https://data.cerl.org/istc/ih00109000.
  - Bayerische Staatsbibliothek München, 2 Inc.c.a. 1334 b.
  - Gebunden für: Georgius Kegler (georio kegler).[56]
  - Provenienzen: Jesuitenkolleg Dillingen; Kreis- und Studienbibliothek Dillingen. Ein ausgelöster Einblattdruck trägt eine handschriftliche Bestätigung durch den Notar Gregor May aus Tübingen (BSB-Ink verlesen: Lauingen) (wohl 1481).
  - Literatur: Glauning, Nr. 19; Kyriss 1951; BSB-Ink H-198.

- (R51) Jacobus de Voragine: Legenda aurea. [Straßburg: Drucker des Jordanus von Quedlinburg (Georg Husner)], 4. Mai 1485. ISTC https://data.cerl.org/istc/ij00110000.
  - Bayerische Staatsbibliothek München, 2 Inc.c.a. 1703 c.
  - Provenienzen: Adam Harsch, Augustinerchorherrenstift Polling (1744). Ausgelöst zwei Einblattdrucke, darunter ein Beichtformular für die Kollegiatstiftskirche St. Amandus in Urach (Urach, nicht nach 1483).
  - Literatur: Glauning, Nr. 18; Kyriss 1951; BSB-Ink I-88.

- (R52) Biblia Latina. Nürnberg: Anton Koberger, 1485. ISTC https://data.cerl.org/istc/ib00613000.
  - Leopold-Sophien-Bibliothek Überlingen, Bb 1 G.
  - Abbildungen: Commons
  - Provenienz: Möglicherweise Georg Oswald von Geislingen,[57] Pfarrbibliothek Überlingen
  - Literatur: Kyriss 1933 (Nr. 31); Kyriss 1951; INKA.

- (R53) Sammelband: (1) De contractibus et vitalitiis. [Straßburg: Drucker des Henricus Ariminensis (Georg Reyser), nicht nach 24. August 1473]. ISTC https://data.cerl.org/istc/ic00870000. (2) Pseudo-Albertus Magnus: De adhaerendo Deo. [Urach: Conrad Fyner, 1481]. ISTC https://data.cerl.org/istc/ia00219000. (3) Johannes de Verdena: Sermones dominicales. [Straßburg: Drucker des Jordanus von Quedlinburg], 15. September 1485. ISTC https://data.cerl.org/istc/ij00455000.
  - Universitätsbibliothek Tübingen, Gb 764.2.[58]
  - Provenienzen: Benediktinerkloster Zwiefalten (17. Jahrhundert).
  - Literatur: Kyriss 1933 (Nr. 29); Kyriss 1951; INKA.

### Einband ohne Text

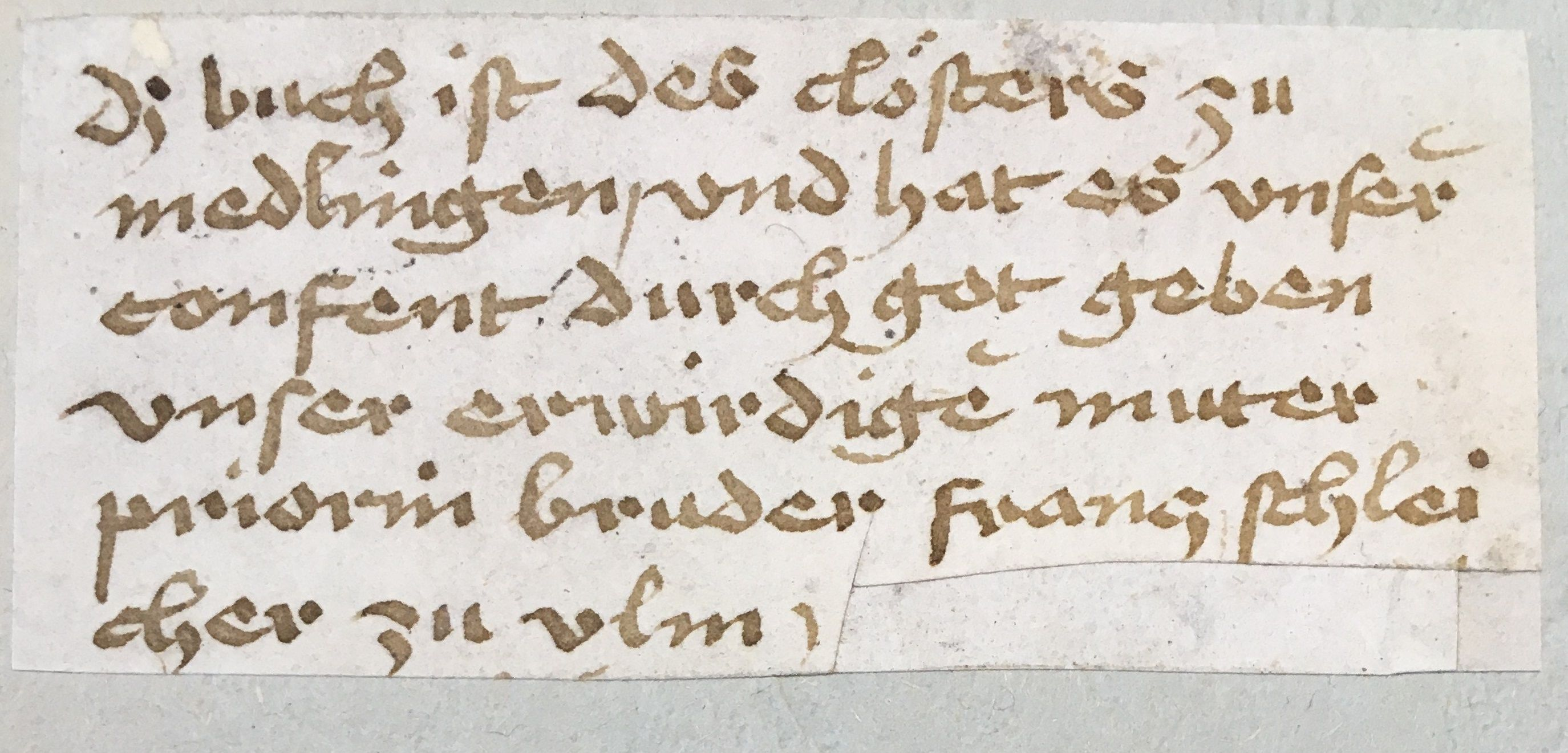
Eignervermerk von R54

- (R54) Einband ohne alten Buchblock.
  - Deutsche Nationalbibliothek Leipzig, DBSM/Klemm VIII, 312[59]
  - Gebunden für: (Margaretha) Schleicher von Ulm (Einband: Das buoch bij der schlicheri suh), Priorin im Obermedlingen.[60]
  - Provenienzen: Dominikanerinnenkloster Obermedlingen (Geschenk von Franz Schleicher);  Heinrich Lempertz[61]; Börsenverein der Deutschen Buchhändler (ab 1876).
  - Literatur: Funke.

### Verlorene Exemplare
- (R55) Biblia Latina. [Straßburg: Heinrich Eggestein, nicht nach 24. Mai 1466]. ISTC https://data.cerl.org/istc/ib00530000.
  - Der Einband ist verschollen. Der im 19. Jahrhundert in der Königlichen (heute: Staatsbibliothek) München befindliche Band befindet sich heute in der New York Public Library. Offenbar hat man bei der Neubindung im Benediktinerkloster Thierhaupten 1595 die Angaben vom früheren Einband notiert.[62]
  - Gebunden für: Ludwig Schleicher, Pfarrer in Geislingen, datiert 1468.
  - Provenienzen: Abt Benedikt Gaugenrieder von Thierhaupten (Exlibris 1587[63])[64]; Benediktinerkloster Thierhaupten (aufgehoben 1803).
  - Literatur: De Ricci; Glauning, Nr. 6.

- (R56) Hieronymus: Epistolae. [Straßburg: Johann Mentelin, nicht nach 1469]. ISTC https://data.cerl.org/istc/ih00162000.
  - Verschollen, zuletzt im 19. Jahrhundert in der Königlichen (heute: Staatsbibliothek) München. Der als Dublette verkaufte Band befindet sich heute in der Bodleiana in Oxford.[65]
  - Datiert 1470.
  - Provenienzen: Abt Benedikt Gaugenrieder von Thierhaupten (Exlibris 1587), wie oben; Abt Corbinian Kerle von Thierhaupten (Exlibris 1667)[66]; Benediktinerkloster Thierhaupten
  - Literatur: De Ricci; Glauning, Nr. 5.

## Nachträge zu Husby
- (R57) Rückwärtiger Einbanddeckel ohne Buchblock. Auf der Innenseite befindet sich aufgeklebt eine Miniatur mit Johannes auf Patmos, die im Umkreis der Freiburger Klarissin Sibylla von Bondorf[67] entstanden sein dürfte.
  - Staatliche Graphische Sammlung München, Inv. Nr. 31580.
  - Literatur: Klaus Graf wies in Archivalia vom 23. Februar 2013 auf die Erwähnung bei Steingräber 1952, S. 239 f., Anm. 6, hin. Der Band war Steingräber zufolge Ernst Kyriss bekannt, wurde aber nicht von ihm publiziert.

- (R58) Pseudo-Hieronymus: Vitae sanctorum patrum sive Vitas patrum. Ulm: Johann Zainer, [um 1478/79] ISTC https://data.cerl.org/istc/ih00200000.
  - Württembergische Landesbibliothek Stuttgart, Inc. fol. 8594(HB).
  - Provenienzen: Magister Johannes Rummel (Ende 16. Jahrhundert); Dominikanerkonvent Mergentheim (aufgehoben 1805)
  - Literatur: Renner, Nr. 3217; INKA. Der Band war Ernst Kyriss bekannt, wurde aber nicht von ihm publiziert.

- (R59?) Verschollener Einband zu: Hieronymus: Epistolae. [Straßburg: Johann Mentelin, nicht nach 25. September 1469]. ISTC https://data.cerl.org/istc/ih00162000. Im Exemplar der Universitätsbibliothek Augsburg steht auf dem Vorsatzblatt: hunc librum illigare jussit Joannes Reichenbach capellanus Geislingensis 1471 (Commons). Richenbach wird hier aber nur als Auftraggeber eines Einbands bezeugt.
  - Augsburg, Universitätsbibliothek, C 113
  - Literatur: Schorbach 1932, S. 172; Klaus Graf: Ein unbeachtetes Zeugnis über den Geislinger Kaplan und Buchbinder Johannes Richenbach 1471 in der Universitätsbibliothek Augsburg. In: Archivalia vom 23. August 2021

## Auswertung
Es sind 58 Bände bekannt, die von Johannes und Bernhardin Richenbach gebunden wurden, 59, wenn man die beiden Salzburger Einbände (R 23) nicht nur einfach zählt. Zwei Einbände sind so lange verschollen, dass man von einem Verlust ausgehen muss. Zwei Bände befinden sich unzugänglich in Privatbesitz. (R59) wurde nicht berücksichtigt.
Die Datierungen der Bände reichen von 1467 bis 1484.
Die meisten Bände befinden sich in Deutschland. Die Württembergische Landesbibliothek nennt 11 Bände ihr eigen, die Bayerische Staatsbibliothek noch 5 (früher waren es drei mehr). Bis auf die beiden Einbände in Leipzig (35, 54) besitzen nur Bibliotheken in Baden-Württemberg und Bayern Exemplare.
In den USA gibt es 6 Einbände, in Großbritannien 5, in der Schweiz 4, in Österreich 3 (alle in Salzburg, 4 Einbände), in Dänemark, Tschechien und der Ukraine je einen. In Privatbesitz befinden sich drei Bände (12, 42, 47). Noch existierende Klosterbibliotheken verwahren ebenfalls drei Bände (6, 45, 49).
Inhaltlich waren die gebundenen Werke auf die praktischen Bedürfnisse von in der Seelsorge tätigen Weltgeistlichen ausgerichtet. Allein 14 Werke sind Predigtensammlungen und sonstige Predigtliteratur (R 1, 3, 22, 26, 30, 33, 34, 36, 39, 40, 41, 47, 50, 53), 12 sind Bibeln und Bibelauslegungen (4, 6, 14, 15, 18, 23, 24, 28, 43, 44, 52, 55), 7 sind Legenden oder Schriften über Heilige (19, 29, 33, 48, 49, 51, 58). Liturgie und Liturgie-Erklärungen: 5, 31, 38, 46. Kirchenväter: 9, 10, 12, 56. Zu den weiteren theologischen Schriften (8, 11, 16, 17, 18, 21, 37, 42, 45, 53) zählen Ausgaben des Handbuchs von Hugo Ripelin von Straßburg (37, 42, 45), zwei Drucke, die sich mit den Juden befassen (11, 18), und ein Heilsspiegel (17).
Klassiker und Klassikerauslegungen: 2, 13, 35. Wörterbücher: 20, 32. Kirchenrecht: 53. Geschichte: 27. Autoren der italienischen Renaissance: 25. Ein einziger Band (7) enthält deutschsprachige Erbauungsliteratur.
Bei den Druckorten liegt Straßburg mit 18 Bänden an erster Stelle. Die ältesten fünf von Richenbach gebundenen Drucke stammten aus Straßburger Pressen (R9–13). 9 Inkunabeln wurden in Ulm gedruckt, 5 in Basel, je 4 in Augsburg und Nürnberg, 3 in Blaubeuren, je 2 in Reutlingen und Speyer, einer in Urach. Italien ist nur mit einem Mailänder Druck vertreten.